# Montoulieu (Hérault)
Montoulieu település Franciaországban, Hérault megyében. Lakosainak száma 183 fő (2022. január 1.). Montoulieu La Cadière-et-Cambo, Pompignan, Saint-Hippolyte-du-Fort, Ferrières-les-Verreries, Moulès-et-Baucels és Saint-Bauzille-de-Putois községekkel határos.

## Népesség
A település népességének változása:
| Lakosok száma | 70   | 61   | 87   | 145  | 160  | 161  | 161  | 163  | 173  | 183  |
|               | 1968 | 1982 | 1990 | 2006 | 2013 | 2015 | 2017 | 2019 | 2020 | 2022 |